# Äquivalenz von Masse und Energie

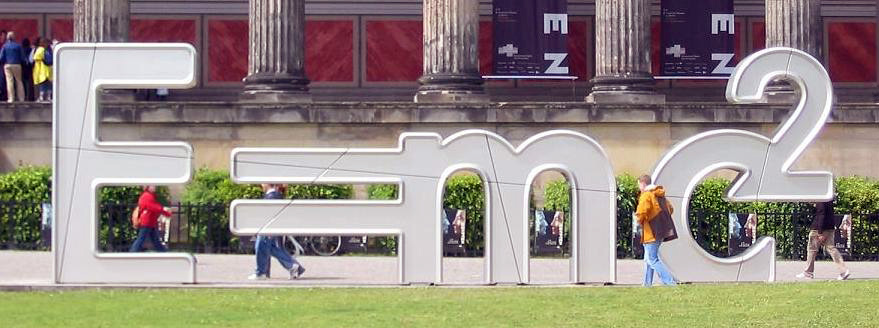
Die Skulptur Relativitätstheorie im Berliner Walk of Ideas zur FIFA-Fußball-Weltmeisterschaft in Deutschland 2006

Die Äquivalenz von Masse und Energie ist ein 1905 von Albert Einstein im Rahmen der speziellen Relativitätstheorie entdecktes Naturgesetz. Es besagt in heutiger Formulierung, dass die Masse {\displaystyle m} und die Ruheenergie {\displaystyle E} eines Objekts zueinander proportional sind:
{\displaystyle E=mc^{2}}
Hierbei ist {\displaystyle c} die Lichtgeschwindigkeit. Um zu verdeutlichen, dass die Energie im Ruhesystem gemeint ist, schreibt man alternativ auch {\displaystyle E_{0}=mc^{2}}.
Damit ist die Masse eines zusammengesetzten Objekts nicht die Summe der Massen seiner Bestandteile, vielmehr trägt auch seine innere Energie (Bewegung der Bestandteile, potenzielle Energie, …) zur Masse bei. Die Änderung der inneren Energie eines Systems bedeutet daher auch eine Änderung seiner Masse.
Durch den großen konstanten Umrechnungsfaktor {\displaystyle c^{2}} gehen Energieumsätze, wie sie im Alltag typisch sind, mit nur kleinen, kaum messbaren Änderungen der Masse einher. In der Kernphysik, der Elementarteilchenphysik und der Astrophysik tritt die Äquivalenz von Masse und Energie weit stärker in Erscheinung. Die Masse von Atomkernen ist aufgrund der bei ihrer Entstehung freigesetzten Bindungsenergie um knapp ein Prozent kleiner als die Summe der Massen ihrer ungebundenen Kernbausteine. Diese Differenz wird „Massendefekt“ genannt. Bei der Annihilation eines Elektrons mit einem Positron wird sogar meist die gesamte in den Massen der Teilchen steckende Energie in elektromagnetische Strahlung umgewandelt.
Die Gültigkeit der Äquivalenz von Masse und Energie ist experimentell in vielen Tests der relativistischen Energie-Impuls-Beziehung überprüft und mit hoher Genauigkeit bestätigt worden.

## Masse und Energie in der speziellen Relativitätstheorie

### Masse und Ruheenergie
Die moderne Physik formuliert die Begriffe Masse und Energie mithilfe der Energie-Impuls-Relation der speziellen Relativitätstheorie:
{\displaystyle E^{2}=m^{2}c^{4}+{\vec {p}}^{2}c^{2}}
Demnach hat ein Objekt mit der Gesamtenergie {\displaystyle E} und dem Impuls {\textstyle {\vec {p}}} die Masse
{\displaystyle m={\sqrt {\left({\frac {E}{c^{2}}}\right)^{2}-\left({\frac {\vec {p}}{c}}\right)^{2}}}.}
Im Formalismus der 4-dimensionalen Raumzeit (Minkowski-Raum) ist die Masse die Norm (der Betrag) des Energie-Impuls-Vektors; die Energie ist dessen zeitliche (nullte) Komponente.
Energie und Impuls hängen vom gewählten Bezugssystem ab, also von der Relativgeschwindigkeit zwischen Objekt und Beobachter. Für die Energie im Schwerpunktsystem ({\textstyle p=0}), oft als Ruheenergie {\textstyle E_{0}} bezeichnet, ergibt sich
| {\displaystyle E_{0}=mc^{2}\qquad }Die Masse eines Objekts entspricht seiner Ruheenergie. |
Bewegt sich das Objekt im gewählten Bezugssystem mit der Geschwindigkeit {\displaystyle {\vec {v}}\,}, so betragen seine Energie und sein Impuls
{\displaystyle E(v)=\gamma \cdot mc^{2}=\gamma \cdot E_{0},\qquad {\vec {p}}(v)=\gamma \cdot m{\vec {v}}\ ,}
wobei
{\displaystyle \gamma ={\frac {1}{\sqrt {1-{v^{2}}/{c^{2}}}}}}
der Lorentzfaktor ist.
Die Energie {\displaystyle E} ist die Summe aus Ruheenergie und kinetischer Energie.
In der Tat ergibt sich für kleine Geschwindigkeiten {\displaystyle v\ll c} durch Taylor-Entwicklung von {\displaystyle \gamma } die Näherung {\textstyle E_{\mathrm {kin} }=(\gamma -1)\cdot E_{0}\approx {\frac {1}{2}}mv^{2}}, also die Formel aus der klassischen Physik.
Die Masse {\displaystyle m} hingegen ist als Norm eines Vierervektors eine Lorentz-Invariante – ihr Wert ist unabhängig von der Wahl des Bezugssystems. Man sieht dies, wenn man {\displaystyle E(v)} und {\displaystyle {\vec {p}}(v)} in die Formel der Energie-Impuls-Relation einsetzt:
{\displaystyle E^{2}-{\vec {p}}^{2}c^{2}=(\gamma mc^{2})^{2}-(\gamma mv)^{2}c^{2}=\gamma ^{2}m^{2}c^{4}(1-v^{2}/c^{2})=\gamma ^{2}m^{2}c^{4}{\frac {1}{\gamma ^{2}}}=m^{2}c^{4}}.
Der Lorentzfaktor {\displaystyle \gamma } kürzt sich heraus; {\displaystyle m^{2}c^{4}=E^{2}-{\vec {p}}^{2}c^{2}} hat für alle Relativgeschwindigkeiten denselben Wert.
| Die Masse eines Objekts ist unabhängig von seiner Geschwindigkeit. |

### Masse und kinetische Energie
Dass die Masse eines Objekts invariant ist, bedeutet:
| Die kinetische Energie eines bewegten Objekts trägt nicht zu dessen Masse bei. |
Es gibt jedoch eine davon abweichende Konvention aus der Frühzeit der Relativitätstheorie, nach der die „relativistische Masse“ eines Objekts gemäß {\textstyle m_{\text{rel}}=\gamma \cdot m_{0}} mit seiner Geschwindigkeit anwächst, also vom Bezugssystem abhängig ist. Hierbei ist {\textstyle m_{0}} die „Ruhemasse“. Mit der relativistischen Masse als „Masse“ ist {\displaystyle E=m_{\text{rel}}c^{2}} die gesamte Energie einschließlich der kinetischen Energie. Diese Konvention hat konzeptionelle Schwächen und wird in der modernen Physik nur noch selten verwendet; sie ist aber vor allem in populärwissenschaftlicher Literatur noch präsent. (Für Details und Referenzen siehe Relativistische Masse.)
Da die Masse-Energie-Äquivalenz ihre weltweite Berühmtheit in der Form E = mc2 erlangt hat, besteht die Möglichkeit, dass m als „relativistische Masse“ interpretiert wird. Sofern man dieser Konvention nicht folgen will, muss man klarstellen, dass mit E die Ruheenergie gemeint ist, oder man schreibt unmissverständlich E0 = mc2.

### Masse und innere Energie
Zur Ruheenergie eines zusammengesetzten Systems trägt nicht nur die Ruheenergie seiner Bestandteile bei, sondern auch weitere innere Energie, zum Beispiel die kinetische Energie aus der Bewegung der Bestandteile relativ zum Schwerpunkt oder Feldenergie:
| Masse ist nicht additiv: Die Masse eines zusammengesetzten Systems ist nicht einfach die Summe der Massen seiner Bestandteile. |
- Wenn man einen Körper „von außen“ erwärmt, nimmt dessen Masse zu. Die Massen seiner einzelnen Atome ändern sich aber nicht. Wenn sich der Körper hingegen als abgeschlossenes System erwärmt (also ohne Energiezufuhr von außen, z. B. durch eine interne chemische Reaktion), bleibt seine Masse unverändert.
- Wenn ein Körper durch äußere Energiezufuhr in Rotation versetzt wird, nimmt seine Masse zu. Wie im Falle der Wärme handelt es sich dabei um innere kinetische Energie aus der Bewegung seiner Bestandteile im Ruhesystem des Körpers (d. h. relativ zu seinem Schwerpunkt).
- Wenn man zwei entgegengesetzt elektrisch geladene Körper durch eine „von außen“ wirkende Kraft voneinander entfernt, nimmt die Masse des Gesamtsystems „zwei Körper + elektrisches Feld“ zu, nicht aber die Massen der einzelnen Körper.
- Gleiches gilt, wenn man einen Stein im Schwerefeld der Erde anhebt. Es heißt zwar, die potenzielle Energie des Steins würde zunehmen, aber in Wahrheit ist es die potenzielle Energie des Systems „Erde + Stein“.

Insbesondere im Zusammenhang mit Kernspaltung und ‑fusion wird manchmal von „Umwandlung von Masse in Energie“ gesprochen, was aber in die Irre führt. Die Energie bleibt insgesamt erhalten und damit auch die Masse. Wenn ein System Energie an die Umgebung abgibt (z. B. durch Stöße von Spaltprodukten an die umgebende Materie oder als Strahlung), verringert sich seine verbleibende Energie und daher auch seine Masse. Es findet keine „Umwandlung“ statt.

### Erweiterung auf die allgemeine Relativitätstheorie
Einstein erweiterte 1907 seine Überlegungen auf die Gravitation. Das Äquivalenzprinzip, also die Gleichheit von träger und schwerer Masse, führte ihn zur Schlussfolgerung, dass eine Zunahme der Ruheenergie eines Systems auch eine Zunahme der schweren Masse zur Folge hat. Bei der Weiterführung dieses Gedankens im Rahmen der allgemeinen Relativitätstheorie ergab sich, dass nicht nur die Masse, sondern der Energie-Impuls-Tensor als Quelle des Gravitationsfeldes anzusehen ist.

## Auswirkungen

### Bei alltäglichen Vorgängen
Der Skalenfaktor zwischen Masse und Energie {\displaystyle c^{2}\approx 9\cdot 10^{16}\mathrm {{m^{2}}/{s^{2}}} } ist sehr groß. Daher treten bei Energieumsätzen im Alltag nur extrem kleine Änderungen der Masse auf:
- Wird ein Kubikmeter Wasser (Masse: 1 t) um 50 °C erhitzt, nimmt seine Masse um 2,3 μg zu, eine relative Zunahme von 2.3e-12.
- Bei der Verbrennung von 1 kg Kohle mit 2,7 kg Sauerstoff wird Energie in Form von Wärme und Strahlung frei. Die Masse des Endprodukts CO2 ist um 0,36 μg geringer als die Masse der Ausgangsprodukte, eine relative Abnahme von 10−10.
- Die Masse einer voll geladenen Antriebsbatterie eines Elektroautos mit einer Kapazität von 100 kWh erhöht sich durch die in ihr gespeicherte elektrische Energie um etwa 4 μg. Wenn die Batterie eine Masse von 670 kg hat, entspricht dies einer relativen Zunahme von 6e-12.

Da solche Massenänderungen unmerklich klein sind, werden sie üblicherweise in der Chemie und Technik und in der klassischen Physik ignoriert. Man arbeitet mit der Näherung der Erhaltung der Masse.

### In der Kern- und Teilchenphysik
In der Kern- und Teilchenphysik treten spürbare Änderungen der Masse auf:
- Nukleare Bindungsenergie: Die Masse von Atomkernen ist geringer als die Summe der Massen der Protonen und Neutronen, aus denen sie aufgebaut sind. Bei 12C beträgt dieser Massendefekt 0,8 %.
- Radioaktivität: Manche Atomkerne sind weniger stark gebunden als andere. Samarium-146 kann sich durch Aussenden eines Helium-4-Kerns in das stabilere Neodym-142 umwandeln (Alphazerfall). Dabei werden 2,5 MeV an kinetischer Energie frei. Die kombinierte Masse {\textstyle m_{\text{Nd-142}}+m_{\text{He-4}}} ist daher um 2,5 MeV/c2 (Bruchteil 1.8e-5) kleiner als {\textstyle m_{\text{Sm-146}}}.
- Kernspaltung: Ein Atomkern des Isotops Uran-235 kann in mehrere Bruchstücke zerfallen, deren Massen zusammen ca. 0,1 % kleiner sind als die Masse des ursprünglichen Urankerns und des Neutrons, das die Spaltung ausgelöst hat. Die dabei freigesetzte Energie entspricht dieser Abnahme der Masse und kann u. a. als Explosion (Atombombe) oder Wärmequelle (Kernkraftwerk) in Erscheinung treten. Bei der Hiroshima-Bombe waren es etwa 0,7 g.
- Kernfusion: Im Inneren der Sonne findet Fusion von Wasserstoff zu Helium statt. Bei diesem Prozess verringert sich die Masse der Reaktionspartner um 0,8 %. Die freigesetzte Energie wird an der Oberfläche der Sonne größtenteils als Licht und infrarote Wärmestrahlung abgestrahlt. Die Sonne verliert dadurch in jeder Sekunde rund 4 Millionen Tonnen Masse.
- Annihilation und Paarbildung: Elektronen und Positronen haben eine Masse von 9.1e-31 kg, was einer Ruheenergie von 511 keV entspricht. Wenn ein Elektron und ein Positron aufeinandertreffen, können sie sich in elektromagnetische Strahlung auflösen. Dabei entstehen zwei oder drei masselose Gammaquanten mit einer Energie von insgesamt 2 · 511 keV = 1022 keV. Wenn Elektron und Positron mit hoher kinetischer Energie aufeinandertreffen, ist die in Gammastrahlung umgesetzte Energie entsprechend höher. Umgekehrt kann Gammastrahlung mit einer Photonenenergie {\textstyle E_{\gamma }>1022\ \mathrm {keV} } Elektron-Positron-Paare erzeugen (siehe Tests der relativistischen Energie-Impuls-Beziehung#Annihilation und Paarbildung).

## Geschichte

### Überblick
Der Zusammenhang zwischen Masse, Energie und Lichtgeschwindigkeit wurde bereits ab 1880 von mehreren Autoren im Rahmen von Maxwells Elektrodynamik bedacht. Joseph John Thomson (1881), George Searle (1897), Wilhelm Wien (1900), Max Abraham (1902) und Hendrik Lorentz (1904) erschlossen, dass die elektromagnetische Energie {\displaystyle E_{\mathrm {em} }} dem Körper eine „elektromagnetische Masse“ hinzufügt gemäß der Formel (in moderner Notation)
{\displaystyle m_{\mathrm {em} }={\frac {4}{3}}{\frac {E_{\mathrm {em} }}{c^{2}}}}.
Zu derselben Formel gelangte Friedrich Hasenöhrl (1904/05) durch Betrachtung der elektromagnetischen Hohlraumstrahlung eines Körpers, wobei er auch die Abhängigkeit der Masse von der Temperatur feststellte. Henri Poincaré (1900) hingegen folgerte aus Betrachtungen zum Reaktionsprinzip, dass elektromagnetische Energie einer „fiktiven“ Masse von
{\displaystyle m_{\text{em}}={\frac {E_{\text{em}}}{c^{2}}}}
entspricht. Die elektromagnetische Masse wurde auch als „scheinbare“ Masse bezeichnet, da man diese vorerst von der „wahren“, mechanischen Masse Newtons unterschied.
Albert Einstein leitete 1905 aus der von ihm kurz zuvor entwickelten speziellen Relativitätstheorie ab, dass sich die Masse {\displaystyle m} eines Körpers um {\displaystyle \Delta m=\Delta E/c^{2}} ändern muss, wenn der Körper die Energie {\displaystyle \Delta E} aufnimmt oder abgibt. Er gewann dieses Resultat für den Fall, dass es sich beim Energieumsatz {\displaystyle \Delta E} um elektromagnetische Strahlung handelt. Als Erster erkannte er aber die Allgemeingültigkeit: Diese Äquivalenz muss auch für alle anderen möglichen Formen von Energieumsätzen gelten, und darüber hinaus auch für die gesamte Ruheenergie und die gesamte Masse gemäß
{\displaystyle E_{0}=mc^{2}}.
Damit war die Äquivalenz von Masse und Energie in eine umfassende Theorie, die spezielle Relativitätstheorie, eingebettet.
Diese Äquivalenz wurde von Albert Einstein auch „Trägheit der Energie“ genannt.
Es folgte eine Reihe weiterer theoretischer Herleitungen der Aussage, dass unter den verschiedensten Bedingungen eine Änderung der Ruheenergie der Änderung der Masse in der Form {\displaystyle \Delta E_{0}=\Delta mc^{2}} entspricht (s. unten die Zeittafel). Einstein selbst publizierte 18 solcher Herleitungen, die letzte im Jahr 1946. Regelmäßig wurde hervorgehoben, dass damit nicht schon die volle Äquivalenz in der Form {\displaystyle E_{0}=mc^{2}} bewiesen sei, sondern nur in der Form {\displaystyle \Delta E_{0}=\Delta mc^{2}} oder gleichbedeutend {\displaystyle E_{0}=mc^{2}+{\text{const}}} mit einem beliebigen konstanten Summanden. Da ein solcher Summand aber immer frei wählbar sei, weil bei der Angabe einer Gesamtenergie der Nullpunkt eine Sache der Konvention sei, könne man ihn (als „weitaus natürlichere“ Wahl (Einstein 1907)) gleich null setzen. In dieser Form wurde die Äquivalenz von Masse und Ruheenergie schon fester Bestandteil der theoretischen Physik, bevor sie durch Messungen überprüft werden konnte.
Experimentell wurde die Äquivalenz der Änderungen von Masse und Energie in der Form {\displaystyle \Delta E_{0}=\Delta mc^{2}} ab 1920 anhand des Massendefekts der Kernmassen zugänglich. Ab den 1930er Jahren wurde diese Äquivalenz quantitativ bei Kernreaktionen bestätigt, bei denen sowohl die Energieumsätze als auch die Differenz der Massen der Reaktionspartner vor und nach der Reaktion messbar waren. Anfänglich lagen die Fehlergrenzen allerdings bei 20 %.
Eine experimentelle Prüfung der Äquivalenz in der Form {\displaystyle E_{0}=mc^{2}} ist durch Messung der Energieumsätze bei der Erzeugung oder Vernichtung von Teilchen mit {\displaystyle m>0} möglich. Als Erster nahm Fermi 1934 bei der Entstehung der Betastrahlung einen solchen Prozess an. Die neu erzeugten und ausgesandten Elektronen behandelte er mithilfe der quantenmechanischen Dirac-Gleichung, die auf der Energie-Impuls-Beziehung {\textstyle E={\sqrt {p^{2}c^{2}+m^{2}c^{4}}}} der speziellen Relativitätstheorie beruht und damit der Erzeugung eines ruhenden Elektrons ({\displaystyle p=0}) den Energiebedarf {\displaystyle E_{0}=mc^{2}} zuschreibt. Dies wurde durch Messung der maximalen kinetischen Energie der Elektronen und Vergleich mit der Energiebilanz der Kernumwandlung bestätigt.
Heute ist die Gültigkeit der Äquivalenz von Masse und Energie experimentell mit einer Genauigkeit der Größenordnung 10−6 verifiziert.

### Zeittafel
Nach der 1905 gewonnenen Erkenntnis der allgemeinen Gültigkeit der Äquivalenz von Masse und Energie wurden deren Interpretation und Bedeutung schrittweise weiterentwickelt und vertieft.
- 1905: Einstein leitet aus dem Relativitätsprinzip und der Elektrodynamik ab, dass während der Emission von Strahlung die Masse eines Körpers um {\displaystyle \Delta E/c^{2}} abnimmt, wobei {\displaystyle \Delta E} die abgegebene Energie ist.[A 1][A 2] Einstein folgert, dass „die Trägheit eines Körpers von seinem Energieinhalt abhängig“ sei, also die Masse ein Maß für seinen Energieinhalt.[1]
- 1906: Einstein zeigt mit Hilfe eines simplen Kreisprozesses, dass eine Änderung der Energie {\displaystyle \Delta E} eines Systems eine Änderung seiner Masse um {\displaystyle \Delta E/c^{2}}[A 2] zur Folge haben muss, damit die Schwerpunktsbewegung gleichförmig bleibt. Auf die Form, in der die Energie vorliegt, kommt es dabei nicht an. Einstein verweist dabei auf Poincaré, der 1900 einen ähnlichen Schluss zog, allerdings auf rein elektromagnetische Energie beschränkt.[11]
- Mai 1907: Einstein erklärt, dass der Ausdruck für die Energie {\displaystyle \varepsilon } eines bewegten Massenpunkts der Masse {\displaystyle \mu } dann die einfachste Form annimmt, wenn für seine Energie im ruhenden Zustand der Ausdruck {\displaystyle \varepsilon _{0}=\mu c^{2}}[A 2] (ohne zusätzliche additive Konstante) gewählt wird. In einer Fußnote benutzt er hierfür erstmals den Ausdruck Prinzip der Äquivalenz von Masse und Energie. Zusätzlich verwendet Einstein für ein System bewegter Massenpunkte die Formel {\displaystyle \mu =E_{0}/c^{2}} (wo {\displaystyle E_{0}} die Energie im Schwerpunktsystem ist),[A 2] um die Massenzunahme zu beschreiben, wenn die kinetische Energie der Massenpunkte erhöht wird.[10]
- Juni 1907: Max Planck bringt thermodynamische Überlegungen und das Prinzip der kleinsten Wirkung ein, und benutzt die Formel {\displaystyle M=\left(E_{0}+pV\right)/c^{2}} (wobei {\displaystyle p} der Druck und {\displaystyle V} das Volumen ist), um den Zusammenhang zwischen Masse, ihrer latenten Energie und thermodynamischer Energie in den Körpern darzustellen.[17] Dem folgend benutzt Johannes Stark im Oktober die Formel {\displaystyle M_{0}=E_{0}/c^{2}} und wendet sie im Zusammenhang mit der Quantenhypothese an.[18]
- Dezember 1907: Einstein leitet die Formel {\displaystyle M=\mu +E_{0}/c^{2}} ab, worin {\displaystyle \mu } die Masse des Körpers vor und {\displaystyle M} die Masse nach der Übertragung der Energie {\displaystyle E_{0}} ist. Er schließt, dass „die träge Masse und die Energie eines physikalischen Systems als gleichartige Dinge auftreten. Eine Masse {\displaystyle \mu } ist in bezug auf Trägheit äquivalent mit einem Energieinhalt von der Größe {\displaystyle \mu c^{2}}. […] Weit natürlicher [als zwischen „wahrer“ und „scheinbarer“ Masse zu unterscheiden] erscheint es, jegliche träge Masse als einen Vorrat von Energie aufzufassen.“[4]
- 1909: Gilbert N. Lewis und Richard C. Tolman benutzen zwei Variationen der Formel: {\displaystyle m=E/c^{2}} und {\displaystyle m_{0}=E_{0}/c^{2}}, wo {\displaystyle E} die Energie eines bewegten Körpers, {\displaystyle E_{0}} die Ruheenergie, {\displaystyle m} die relativistische Masse, und {\displaystyle m_{0}} die invariante Masse ist.[19] Analoge Ausdrücke werden 1913 auch von Hendrik Antoon Lorentz benutzt, wobei er allerdings die Energie auf der linken Seite anschreibt: {\displaystyle \varepsilon =Mc^{2}} und {\displaystyle \varepsilon _{0}=mc^{2}}, wo {\displaystyle \varepsilon } die Energie eines bewegten Massenpunktes, {\displaystyle \varepsilon _{0}} die Ruheenergie, {\displaystyle M} die relativistische Masse, und {\displaystyle m} die invariante Masse ist.[20]
- Für eine weitergehende Begründung der Äquivalenzbeziehung wird der Zusammenhang zum Energie-Impuls-Tensor herausgearbeitet.[21][16] Erstmals wird dies von Max von Laue (1911) durchgeführt. Er beschränkt allerdings seine Untersuchung auf „statische geschlossene Systeme“, in denen sich beispielsweise elektromagnetische Kräfte und mechanische Spannungen das Gleichgewicht halten.[22] Felix Klein verallgemeinert 1918 diesen Beweis, wonach die Beschränkung auf statische Systeme nicht notwendig ist.[23]
- 1932 gelingt John Cockcroft und Ernest Walton die erste direkte experimentelle Demonstration der Gleichung {\displaystyle \Delta E=\Delta mc^{2}} bei der Kernreaktion {\displaystyle ^{7}\mathrm {Li} {\mathord {+}}\mathrm {p} \rightarrow 2\alpha +17\;\mathrm {MeV} }. Der Gewinn von {\displaystyle 17\;\mathrm {MeV} } kinetischer Energie entspricht (im Rahmen der Fehlergrenzen von damals 20 %) der Abnahme der Gesamtmasse der Reaktionspartner.[12]
- 1933 wird das wenige Monate zuvor entdeckte Positron, das Antiteilchen zum Elektron, zusammen mit diesem als Paar erzeugt, wofür die Energie {\displaystyle E=(m_{\text{Elektron}}+m_{\text{Positron}})c^{2}} benötigt wird. Bei ihrer gemeinsamen Vernichtung, entdeckt 1934, wird genau diese Energie als Vernichtungsstrahlung wieder ausgesandt.[24] Beide Prozesse werden zunächst nicht als Umwandlung von Ruheenergie interpretiert, sondern als Anregung eines vorher mit negativer Energie im Dirac-See verborgenen Elektrons in die sichtbare Welt positiver Energie, wobei das im Dirac-See entstehende Loch als Positron erscheint.[25]
- 1934 nimmt Enrico Fermi erstmals die Möglichkeit an, massive Teilchen könnten erzeugt werden. Für den Entstehungsprozess, die β-Radioaktivität, setzt er den Energieerhaltungssatz an und für die Energie der Teilchen die relativistische Formel {\textstyle E={\sqrt {(mc^{2})^{2}+p^{2}c^{2}}}}. Für die Entstehung eines ruhenden Teilchen wird also die Energie {\displaystyle E_{0}=mc^{2}} benötigt. Damit gelingt Fermi die erste quantitativ zutreffende Theorie der β-Strahlung (Fermi-Wechselwirkung) und – nebenbei – die erste Bestätigung der vollen Äquivalenz von Masse und Energie.[26]
- 1935 gibt Einstein eine neue Herleitung von {\displaystyle \Delta E=\Delta mc^{2}} an, allein aus der Impulserhaltung beim Stoß und ohne Bezug auf elektromagnetische Strahlung. Indem er sich darauf beruft, dass bei Energie, vom Konzept des Begriffs her, eine additive Konstante beliebig sei, wählt er sie so, dass {\displaystyle E_{0}=mc^{2}} gilt.[27]
- 1965 zeigen Roger Penrose, Wolfgang Rindler und Jürgen Ehlers, dass die spezielle Relativitätstheorie eine additive Konstante in einer Gleichung {\displaystyle E+m'c^{2}=mc^{2}} prinzipiell nicht ausschließen kann, wobei {\displaystyle m'\geq 0} für den angenommenen (lorentzinvarianten) Teil der Masse steht, der nicht durch Energieentzug unterschritten werden kann. Allerdings folgern sie aus den experimentellen Beobachtungen zu Teilchenentstehung und ‑vernichtung, dass {\displaystyle m'=0} gilt.[28] Mitchell J. Feigenbaum und David Mermin bestätigen und vertiefen 1988 dieses Resultat.[29]

### Einsteins Herleitung
Einstein kam 1905 durch das folgende Gedankenexperiment auf den Zusammenhang von Masse und Energie. Ein ähnliches Gedankenexperiment hatte Poincaré 1900 entwickelt, aber nicht befriedigend klären können.
In einem Bezugssystem ruht ein Körper und hat eine bestimmte Ruheenergie {\displaystyle E_{\text{vor}}}, über die wir nichts Näheres zu wissen brauchen. Er sendet zwei gleiche Lichtblitze gleicher Energie {\displaystyle {\tfrac {1}{2}}E_{\text{ph}}} in entgegengesetzte Richtungen aus. Dann sind auch die Impulse {\displaystyle {\tfrac {1}{2}}{\tfrac {E_{\text{ph}}}{c}}} der Lichtblitze gleich groß, aber entgegengesetzt, sodass der Körper wegen der Erhaltung des Gesamtimpulses in Ruhe bleibt. Wegen der Erhaltung der Energie hat der Körper nun die Energie
{\displaystyle E_{\text{nach}}=E_{\text{vor}}-E_{\text{ph}}}.
Wir betrachten denselben Vorgang von einem zweiten Bezugssystem aus, das sich relativ zum ersten mit Geschwindigkeit {\displaystyle -v} in der Emissionsrichtung eines der Lichtblitze bewegt. Die Werte aller im zweiten System berechneten Energien werden mit {\displaystyle E'}… bezeichnet. Dabei könnte es sein, dass die Energieskalen beider Bezugssysteme verschiedene Nullpunkte haben, die sich um eine Konstante {\displaystyle C} unterscheiden. Da die Energieerhaltung im zweiten Bezugssystem genauso gut wie im ersten gilt (Relativitätsprinzip), folgt
{\displaystyle E'_{\text{nach}}=E'_{\text{vor}}-E'_{\text{ph}}}.
Da der Körper im ersten System in Ruhe bleibt, bewegt er sich im zweiten System nach der Emission mit gleicher Geschwindigkeit {\displaystyle v} wie davor. Seine Energie ist im zweiten Bezugssystem daher um die kinetische Energie {\displaystyle E'_{\text{kin}}} größer als im ersten. Daher gilt:
{\displaystyle E'_{\text{vor}}=E_{\text{vor}}+E'_{\text{kin, vor}}+\;C}
{\displaystyle E'_{\text{nach}}=E_{\text{nach}}+E'_{\text{kin, nach}}+\;C}
Indem man die Seiten dieser zwei Gleichungen paarweise voneinander abzieht, fallen die unbekannten Ruheenergien und die Konstante heraus und man erhält:
{\displaystyle E'_{\text{kin,nach}}-E'_{\text{kin,vor}}=E_{\text{ph}}-E'_{\text{ph}}}
Der entscheidende Punkt ist nun: Die beiden Lichtblitze, die im Ruhesystem des Körpers entgegengesetzte Richtungen und gleiche Energien haben, sind auch im zweiten Bezugssystem (aufgrund der Wahl der Bewegungsrichtung) entgegensetzt, haben aber verschiedene Energien. Einer zeigt Rotverschiebung, der andere Blauverschiebung. Nach der Lorentztransformation der elektrodynamischen Felder sind ihre Energien {\displaystyle {\tfrac {1}{2}}E_{\text{ph}}{\tfrac {1-\beta }{\sqrt {1-\beta ^{2}}}}} bzw. {\displaystyle {\tfrac {1}{2}}E_{\text{ph}}{\tfrac {1+\beta }{\sqrt {1-\beta ^{2}}}}}, wobei {\displaystyle \beta ={\tfrac {v}{c}}}. Zusammen ist ihre Energie dadurch größer als im ersten Bezugssystem:
{\displaystyle E'_{\text{ph}}={\frac {1}{2}}E_{\text{ph}}{\frac {1+\beta }{\sqrt {1-\beta ^{2}}}}+{\frac {1}{2}}E_{\text{ph}}{\frac {1-\beta }{\sqrt {1-\beta ^{2}}}}={\frac {E_{\text{ph}}}{\sqrt {1-\beta ^{2}}}}}
Die beiden Werte für die kinetische Energie vor und nach der Emission sind daher nach obiger Gleichung auch verschieden. Durch die Emission nimmt die kinetische Energie ab um
{\displaystyle E'_{\text{kin, nach}}-E'_{\text{kin, vor}}=-E_{\text{ph}}\left({\frac {1}{\sqrt {1-\beta ^{2}}}}-1\right)}.
Da bei der Emission die Geschwindigkeit des Körpers gleich bleibt, er aber danach eine geringere kinetische Energie hat als davor, muss sich seine Masse verringert haben. Um diese Änderung zu ermitteln, nutzen wir die im Grenzfall {\displaystyle \beta \ll 1} gültige Formel {\displaystyle E_{\text{kin}}={\tfrac {1}{2}}mv^{2}\equiv {\tfrac {1}{2}}mc^{2}\beta ^{2}} und entwickeln die rechte Seite der letzten Gleichung nach Potenzen bis zum Glied {\displaystyle \beta ^{2}}. Es ergibt sich {\displaystyle E'_{\text{kin,nach}}-E'_{\text{kin,vor}}=-{\tfrac {1}{2}}{\tfrac {E_{\text{ph}}}{c^{2}}}v^{2}}. Also führt die Abgabe der Energie {\displaystyle E_{\text{ph}}} zu einer Verringerung der Masse um {\displaystyle \Delta m={\tfrac {E_{\text{ph}}}{c^{2}}}}.
Einstein schließt diese 1905 publizierte Überlegung mit den Worten ab (Symbole modernisiert):

„Gibt ein Körper die Energie {\displaystyle \Delta E} in Form von Strahlung ab, so verkleinert sich seine Masse um {\displaystyle \Delta m=\Delta E/c^{2}}. […] Die Masse eines Körpers ist ein Maß für dessen Energieinhalt […]. Es ist nicht ausgeschlossen, daß bei Körpern, deren Energie in hohem Maße veränderlich ist (z. B. bei den Radiumsalzen), eine Prüfung der Theorie gelingen wird.“

Einstein umgeht das Problem der unbekannten Ruheenergie, indem in seinem Gedankenexperiment diese Größe aus den Gleichungen eliminiert werden kann. Für die Energieabgabe wählt er elektromagnetische Strahlung und leitet daraus die Veränderung der Masse ab. 1905 fügt er ohne Beweis die Aussage an, dass dies für jede Art Energieverlust gelte. Ab 1907/08 stellt er fest, dass „wir über den Nullpunkt von E0 willkürlich verfügen können, […]“. Sein Fazit: „Weit natürlicher erscheint es, jegliche träge Masse als Vorrat an Energie aufzufassen.“, also {\displaystyle E_{0}=mc^{2}}.

### E = mc² und die Atombombe
Ab 1897 hatten Henri Becquerel, Marie und Pierre Curie und Ernest Rutherford die ionisierenden Strahlen erforscht und aus ihrer damals unerklärlich hohen Energie gefolgert, dass die zugrundeliegenden Kernreaktionen millionenfach energiereicher als chemische Reaktionen sind. Als Energiequelle wurde von Rutherford und Frederick Soddy (1903) ein in den Körpern befindliches, enormes Reservoir an latenter Energie vermutet, das auch in normaler Materie vorhanden sein müsse. Rutherford (1904) spekulierte, dass man vielleicht eines Tages den Zerfall radioaktiver Elemente kontrollieren und aus einer geringen Menge Materie eine enorme Energiemenge freisetzen könnte. Mit Einsteins Gleichung {\displaystyle E_{0}=m\,c^{2}} (1905) konnte man diese Energie an den unterschiedlichen Kernmassen ablesen, was in den 1930er Jahren tatsächlich nachgewiesen werden konnte.
Allerdings besagt die Gleichung nicht, wie man die Spaltung schwerer Atomkerne in Gang setzt. Entscheidend war die Beobachtung der induzierten Kernspaltung durch Otto Hahn und Fritz Straßmann wie auch, dass die dabei freiwerdenden Neutronen eine Kettenreaktion in angereichertem Uran auslösen können. Anders als populärwissenschaftliche Berichte behaupten, spielte daher der Zusammenhang von Ruheenergie und Masse bei der Entwicklung der Atombombe (Manhattan-Projekt in den USA ab 1942) keine besondere Rolle. Albert Einstein beeinflusste die Entwicklung der Atombombe weniger durch seine physikalischen Erkenntnisse, sondern allenfalls politisch. Er schrieb einen Brief an Präsident Roosevelt, in dem er für die Entwicklung der Atombombe in den USA eintrat. Einstein tat dies, da er befürchtete, dass in Deutschland bereits am Bau von Atomwaffen gearbeitet werde.